# Artur Szalpuk

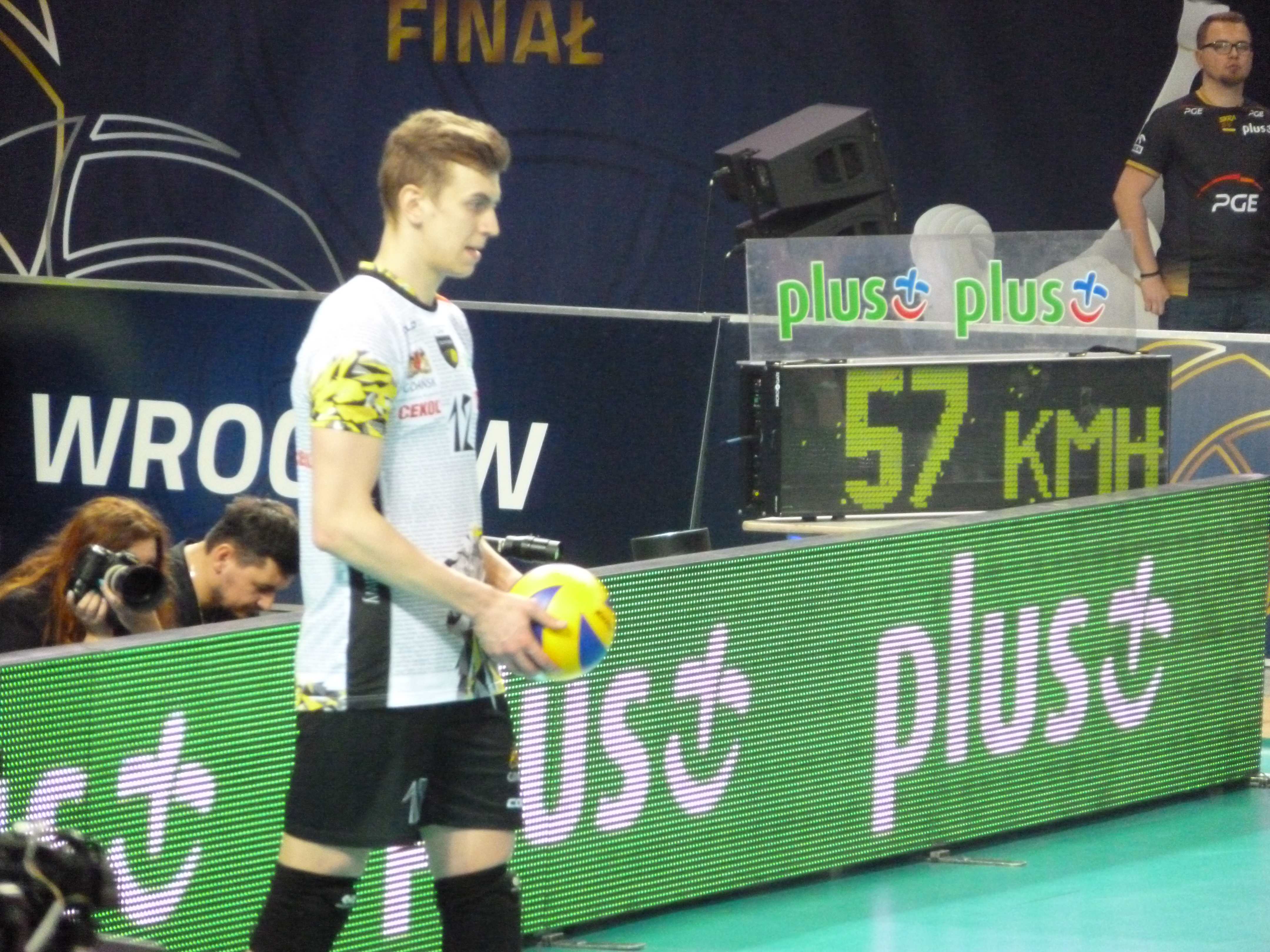
Artur Szalpuk zawodnikiem Trefla Gdańsk (2018)

Artur Kacper Szalpuk (ur. 20 marca 1995 w Olsztynie) – polski siatkarz, grający na pozycji przyjmującego, reprezentant Polski. Razem z reprezentacją Polski zdobył mistrzostwo świata.
Ma siostrę. W liceum chodził do szkoły o profilu matematyczno-fizycznym. Absolwent VI Liceum Ogólnokształcącego im. Tadeusza Reytana w Warszawie.
Siatkarzem był także jego ojciec, Jarosław Szalpuk.
Na początku grudnia 2023 roku oznajmił, że jego dziewczyną jest Aleksandra Stojanowska.

## Przebieg kariery
| Lata                      | Klub                        |                   |                   |                   |                   |                   |                   |                   |                   |                   |
| Kariera juniorska         | Kariera juniorska           | Kariera juniorska | Kariera juniorska | Kariera juniorska | Kariera juniorska | Kariera juniorska | Kariera juniorska | Kariera juniorska | Kariera juniorska | Kariera juniorska |
| ------------------------- | --------------------------- | ----------------- | ----------------- | ----------------- | ----------------- | ----------------- | ----------------- | ----------------- | ----------------- | ----------------- |
| 2008–2013                 | MKS MDK Warszawa            |                   |                   |                   |                   |                   |                   |                   |                   |                   |
| Kariera seniorska         |                             |                   |                   |                   |                   |                   |                   |                   |                   |                   |
| 2013–2015                 | AZS Politechnika Warszawska |                   |                   |                   |                   |                   |                   |                   |                   |                   |
| 2015–2016                 | Cerrad Czarni Radom         |                   |                   |                   |                   |                   |                   |                   |                   |                   |
| 2016–2017                 | PGE Skra Bełchatów          |                   |                   |                   |                   |                   |                   |                   |                   |                   |
| 2017–2018                 | Trefl Gdańsk                |                   |                   |                   |                   |                   |                   |                   |                   |                   |
| 2018–2020                 | PGE Skra Bełchatów          |                   |                   |                   |                   |                   |                   |                   |                   |                   |
| 2020–2021                 | Verva Warszawa Orlen Paliwa |                   |                   |                   |                   |                   |                   |                   |                   |                   |
| 2021–2022 (do 24.02.2022) | Epicentr-Podolany Horodok   |                   |                   |                   |                   |                   |                   |                   |                   |                   |
| 2022–2025 (od 18.03.2022) | Projekt Warszawa            |                   |                   |                   |                   |                   |                   |                   |                   |                   |
| 2025–                     | Asseco Resovia Rzeszów      |                   |                   |                   |                   |                   |                   |                   |                   |                   |

## Sukcesy klubowe

### młodzieżowe
Mistrzostwa Polski Kadetów:
- 2011[9], 2012[10]

Młoda Liga:
- 2016

### seniorskie
Memoriał Zdzisława Ambroziaka:
- 2013

Liga polska:
- 2017
- 2018, 2021, 2024[11], 2025[12]

Puchar Polski:
- 2018

Superpuchar Polski:
- 2018

Liga ukraińska:
- 2022[13]

Puchar Challenge:
- 2024[14]

## Sukcesy reprezentacyjne
Mistrzostwa Europy Kadetów:
- 2013

Europejski Festiwal Olimpijski Młodzieży:
- 2013

Mistrzostwa Świata Kadetów:
- 2013

Liga Europejska:
- 2015

Puchar Świata:
- 2019
- 2015

Mistrzostwa Świata:
- 2018

Mistrzostwa Europy:
- 2019

Liga Narodów:
- 2023[15], 2025[16]
- 2024[17]

## Nagrody indywidualne
- 2013: MVP Memoriału Zdzisława Ambroziaka
- 2017: Najlepszy zagrywający turnieju finałowego Pucharu Polski
- 2018: Najlepszy atakujący turnieju finałowego Pucharu Polski
- 2023: MVP turnieju PreZero Grand Prix PLS[18].

## Odznaczenia
- Złoty Krzyż Zasługi – 2 października 2018[19]